# Párizsi parlament
A párizsi parlament egy bírói testület volt, mely a középkori Franciaországban működött. A párizsi parlament két bírói testület egybeolvadásából keletkezett, név szerint a pairek bírósága, illetve a magisterek parlamentuma alkotta. A korábbi szokásokkal ellentétben a keletkező új bíróság állandó székhelyet kapott, a párizsi parlamentnek 1308-tól a párizsi királyi palota adott otthont. Az üléseken a király is részt vehetett, azonban a bírói testület döntéseit jobbára az egyetemet végzett szakemberekre alapozta. A párizsi parlament fontos szerepet játszott a francia jogi életben, ugyanis ahhoz, hogy egy királyi rendelet érvénybe lépjen, a párizsi parlamentnek be kellett azt lajstromoznia; eltekintve bizonyos halasztást nem tűrő intézkedéseket, ilyenek voltak például a hadügyi kérdések.